# (466987) 2016 BD46
(466987) 2016 BD46 es un asteroide perteneciente al cinturón de asteroides, descubierto el 16 de noviembre de 2009 por el equipo Spacewatch desde el Observatorio Nacional de Kitt Peak (Arizona, Estados Unidos).